# 塞德里克·麦克斯维尔
塞德瑞克·麥克斯維爾（英語：Cedric Maxwell，1955年11月21日—），美國前職業籃球運動員。

## 球員生涯
麥克斯維爾在1977年於第1輪第12順位被塞爾提克選上。當時球隊為了重建，希望與賴瑞·柏德簽約，所以為了他多等了一年。雖然這年在還沒有賴瑞·柏德的狀況下塞爾提克的戰績不佳，但麥克斯維爾身為二年級生的大前鋒，平均每場有19分和9.9個籃板，看得出他是個明日之星。等到柏德的到來，加上他的實力，以及其他明星隊友的幫助，使塞爾提克變成80年代的一支強隊。8年的時間內拿下2座冠軍，而他自己也是1981年的FMVP。1985年為了換取比爾·沃頓而被換到洛杉磯快艇。之後又到休士頓火箭，打了1年後退休。
他能夠成為一名有能力的得分手，靠的是他在籃下靈活的移動和腳步，在塞爾提克時期，他可是球隊先發的大前鋒，連名人堂球員凱文·麥克海爾都得當替補。雖然在塞爾提克時期的光芒不如賴瑞·柏德、罗伯特·帕里什、凱文·麥克海爾等人，但是他卻是球隊重要的前鋒之一。